# Белль (фильм)
«Белль» (англ. Belle) — британская биографическая драма 2013 года, о жизни в XVIII веке Дайду Элизабет Белль — незаконнорождённой дочери английского адмирала Джона Линдси и чернокожей женщины по имени Мария Белль. В фильме показаны нравы английского высшего общества того времени, затрагиваются проблемы расизма, работорговли, показано растущее аболиционистское движение. Важной сюжетной линией фильма является расследование обстоятельств массового убийства рабов на судне «Зонг», известное как «бойня на «Зонге»».

## Сюжет
1769 год. Английский адмирал сэр Джон Линдси решает взять к себе в дом свою маленькую незаконнорождённую дочь-мулатку по имени Белль, уже потерявшую мать. Оставив девочку в своем родовом имении на попечение своего дяди — лорда Менсфилда, адмирал отправляется в дальнее плавание, из которого он уже не возвращается. Дядя даёт девочке второе имя — Дайду.
1783 год. Прошло 14 лет. По настоянию отца, Дайду получила от дяди достойное образование и воспитание вместе со своей кузиной Элизабет, однако английское высшее общество не готово принять Дайду из-за цвета её кожи. Несмотря на то, что она является наследницей огромного состояния отца, в присутствии именитых гостей ей не позволено даже принимать пищу за одним столом с семьей своего дяди.
Для обеих девушек пришло время искать достойных мужей, однако знатные аристократические семьи не желают принимать в свою среду чернокожую девушку, пускай она и дочь адмирала. У Дайду завязываются искренние теплые отношения лишь с молодым сыном викария Джоном Давинье — сторонником идей аболиционизма (освобождения рабов).
В это же самое время дядя Дайду — лорд Менсфилд, являющийся также Лордом Главным Судьёй, разбирает в суде резонансное и шокирующее дело, известное как «бойня на Зонге» — убийство в океане более сотни больных рабов из-за нехватки пресной воды. Через некоторое время установлено, что необходимости в убийстве рабов не было, а это было сделано лишь ради более выгодного получения за них страховки, как за потерянный товар. Это жестокое и бесчеловечное событие, а также последующий суд, как прецедент, оказывают большое влияние на английское общество и имеют в дальнейшем огромное влияние для развития аболиционизма.

## В ролях
- Гугу Мбата-Роу (Gugu Mbatha-Raw) — Дайду Элизабет Белль[1][2]
- Том Уилкинсон (Tom Wilkinson) — Уильям Мюррей, 1-й граф Менсфилд
- Миранда Ричардсон (Miranda Richardson) — леди Эшфорд
- Пенелопа Уилтон (Penelope Wilton) — леди Мэри Мюррей
- Мэттью Гуд (Matthew Goode) — сэр Джон Линдси
- Эмили Уотсон (Emily Watson) — леди Менсфилд
- Сара Гадон (Sarah Gadon) — леди Элизабет Мюррей
- Том Фелтон (Tom Felton) — Джеймс Эшфорд
- Алекс Дженнингс (Alex Jennings) — лорд Эшфорд
- Джеймс Нортон (James Norton) — Оливер Эшфорд
- Сэм Рид (Sam Reid) — Джон Давинье
- Бетан Мэри-Джеймс (Bethan Mary-James) — Мейбл
- Алан МакКенна (Alan Mckenna) — Гарри